# Ils ont vingt ans
Pour plus de détails, voir Fiche technique et Distribution.
Ils ont vingt ans est un film français réalisé par René Delacroix, sorti en 1950.

## Synopsis
Les anciens élèves du Lycée de Coutances, ex « J3 », toujours sympathiques, poursuivent leurs études à Paris où ils abordent l'époque des crises sentimentales. Tous cristallisent à qui mieux mieux sur une aventurière, sosie de leur ancien professeur Mademoiselle Bravard. Il faudra une intervention paternelle et un secours amical pour que l'intrigante soit confondue et que l'aimable Gabriel puisse enfin convoler avec la plaisante Bravard.

## Fiche technique
- Titre : Ils ont vingt ans
- Réalisation : René Delacroix, assisté de Georges Jaffé
- Scénario et dialogues : René Delacroix et Roger Ferdinand d'après sa pièce Ils ont vingt ans (1948)
- Photographie : Jean Bachelet
- Musique : Paul Misraki
- Pays d'origine :  France
- Format : Noir et blanc - 1,33:1 - 35 mm - Son mono
- Genre : Comédie
- Durée : 88 minutes
- Date de sortie : France - 15 décembre 1950
- Affiche : Henri Cerutti (France)

## Distribution
- François Patrice : Lavalley
- Jacqueline Gauthier : 1) Mademoiselle Bravard, l'ancienne prof de philo des J3  / 2) La princesse Anita, son sosie
- Philippe Lemaire : Gabriel Lamy
- André Versini : Paturel
- Francis Blanche : Michel Barbarin
- Sandra Milowanoff : la mère d'Anita
- Nicolas Amato : Le serviteur
- Titys : 	Le régisseur